# Joe Louis Arena
Joe Louis Arena – arena hokejowa znajdująca się w amerykańskim mieście Detroit w stanie Michigan. Nazwana została na cześć boksera Joe Louisa, który dorastał w Detroit. Tym samym jest to jeden z nielicznych obiektów NHL, który nie nosi nazwy sponsora. Jest on również areną domową drużyny hokejowej Detroit Red Wings. Hala otwarta została w 1979 roku, a koszt jej budowy wyniósł 57 mln dolarów.
W Joe Louis Arena odbył się NHL All-Star Game, po którym tłum 21 002 ludzi nagrodził dziesięciominutowymi owacjami na stojąco Gordie’ego Howe’a, wprowadzonego do Wales Conference. 51-letni wtedy Howe przez 25 lat grał w Detroit, był rekordzistą punktowym NHL i najpopularniejszym graczem Red Wings.

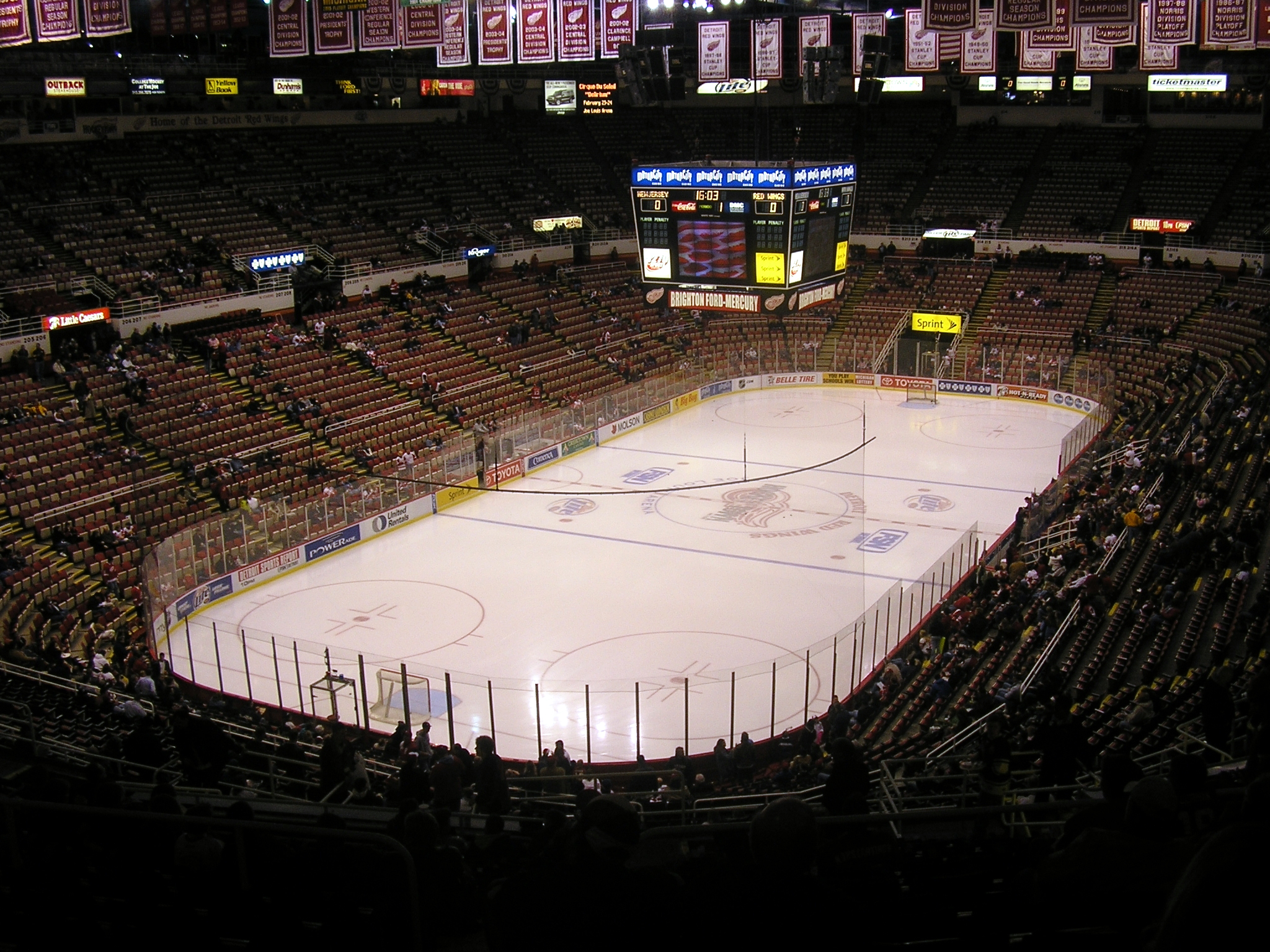
Mecz hokejowy w Joe Louis Arena

Arena należy do miasta Detroit, a jej operatorem jest Olympia Entertainment – Joe Louis Arena zastąpiła Olympia Stadium.
W hali odbywa się seria wydarzeń hokejowych w ramach College Hockey at The Joe oraz Great Lakes Invitational. W 1980 roku odbyła się tu również Narodowa Konwencja Republikanów. W 2009 roku w JLA miało miejsce widowisko WWE, Royal Rumble (2009).
Drużyna NBA Detroit Pistons rozegrała mecz z New York Knicks w Joe Louis Arena w 1984 roku, gdyż w ich ówczesnym stadionie Pontiac Silverdome termin był już zajęty. Pistons rozegrali jeszcze 15 meczów w arenie w sezonie 1984–1985 po tym, jak dach Silverdome runął z powodu sztormu śnieżnego.
9 września 2006 roku w JLA odbył się finał WNBA między Sacramento Monarchs i Detroit Shock; w ich domowej arenie The Palace of Auburn Hills odbywał się w tym samym czasie koncert Mariah Carey.

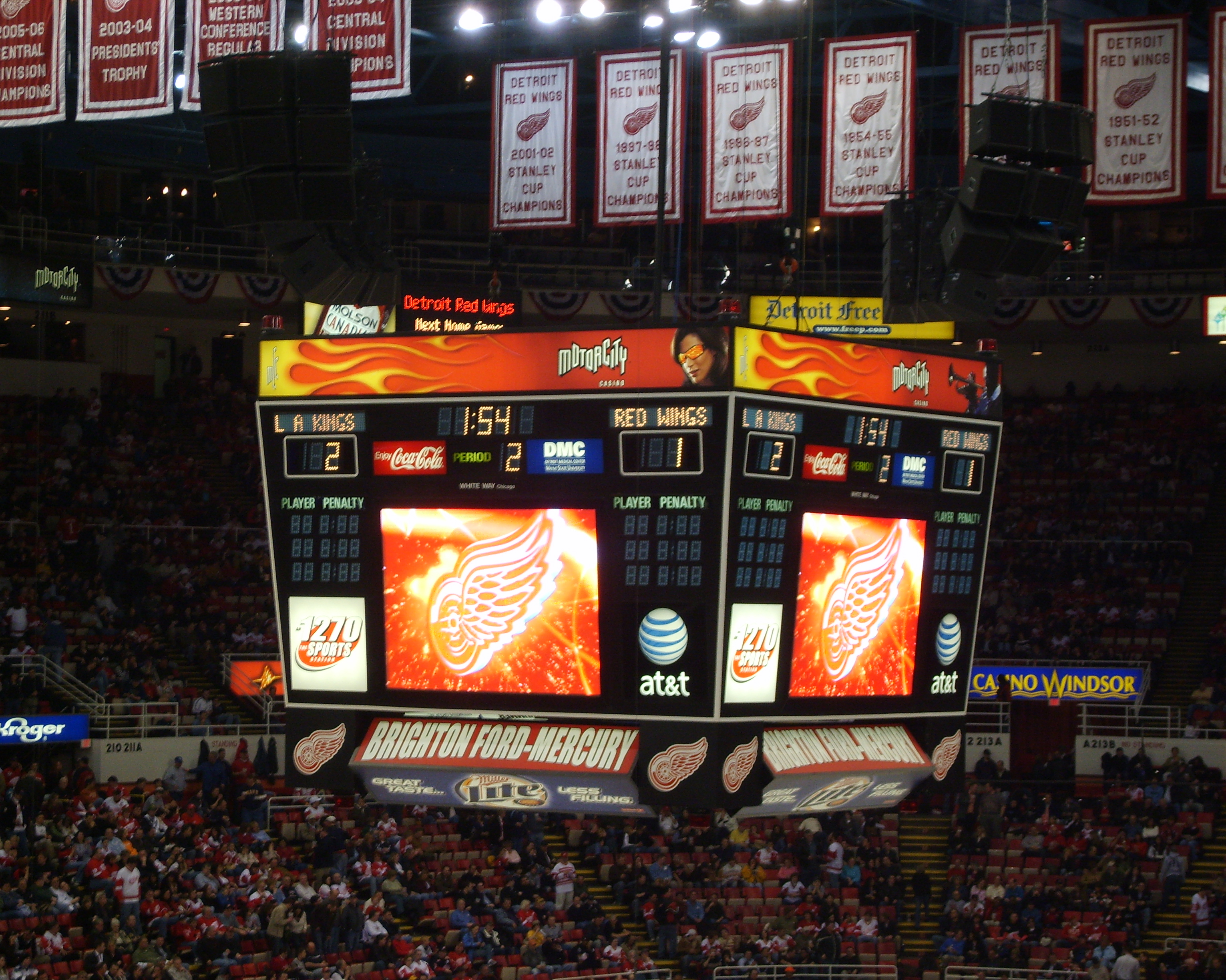
Elektroniczna tablica punktowa wewnątrz areny podczas meczu pomiędzy Detroit Red Wings a Los Angeles Kings 9 marca 2007.

Kilkakrotnie pojawiały się pomysły na likwidację hali, w tym plan powiększenia Cobo Hall, który wymagałby zniszczenia JLA, jednak obecnie nie ma planów zastąpienia lub wyburzenia budynku.
Na tablicy punktowej zainstalowany został nowy ekran, który zadebiutował podczas meczu Red Wings z Vancouver Canucks, 22 listopada 2006 roku. Tego samego dnia zachodnie wejście areny otrzymało nazwę Gordie Howe Entrance na cześć legendarnego gracza Red Wings Gordie’ego Howe’a. Wewnątrz wejścia ustanowiona została także jego, zrobiona z brązu, podobizna.
W obiekcie odbywają się również koncerty; w arenie wystąpili m.in. Alice Cooper (koncert ten wydany został na VHS: The Nightmare Returns), Bruce Springsteen oraz Nickelback.
Arena pojawiła się w odcinku „Grosse Pointe, 48230” serialu Przystanek Alaska.
Ostatnim biletowanym wydarzeniem na tej arenie była gala WWE (World Wrestling Entertainment), która odbyła się 29 lipca 2017 r.
Obiekt nie istnieje od 2020 roku. Rozbiórka wnętrza areny rozpoczęła się na początku 2019 r. Natomiast rozbiórkę elewacji rozpoczęto w czerwcu 2019 r.

## Dodatkowe loże

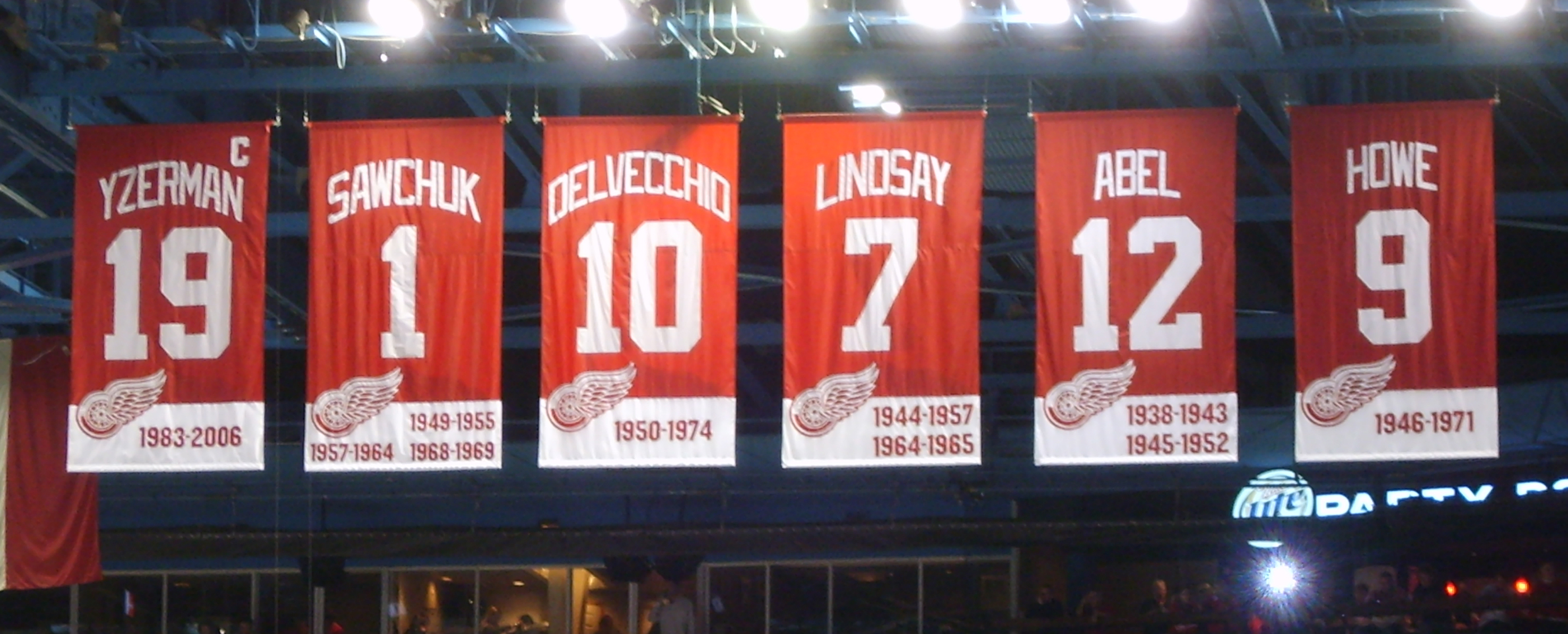
Flagi zwisające z sufitu wewnątrz Joe Louis Arena

W arenie znajduje się 86 dodatkowo płatnych miejsc w oddzielnej loży. W 2008 roku powstał nowy Comerica Bank Legend’s Club ze 181 prywatnymi siedzeniami w południowo-wschodnim rogu sali. Legend’s Club korzysta z pilotażowego programu zwanego SkyBOX, wprowadzonego do JLA w styczniu 2008 roku przez firmę Vivid Sky. SkyBOX za pomocą bezprzewodowego urządzenia umożliwia znajdującym się w loży oglądanie natychmiastowych powtórek tego, co dzieje się na arenie oraz na bieżąco dostarcza aktualnych statystyk.